# Ludovic al VIII-lea, Landgraf de Hesse-Darmstadt
Ludovic al VIII-lea (germană Ludwig VIII.; 5 aprilie 1691, Darmstadt – 17 octombrie 1768) a fost Landgraf de Hesse-Darmstadt din 1739 până în 1768.  A fost fiul lui Ernest Louis, Landgraf de Hesse-Darmstadt și a soției acestuia, Dorothea Charlotte de Brandenburg-Ansbach.

## Biografie
În 1717, s-a căsătorit cu Contesa Charlotte Christine Magdalene Johanna de Hanau și a primit teritoriul Hanau-Lichtenberg în plus față de dominioanele sale. Din cauza pasiunii sale pentru vânătoare, el este cunoscut sub numele de "Landgraful vânător" (Jagdlandgraf). În timpul Războiului de Șapte Ani s-a situat de partea împăratului și a primit rangul de general.
Ca și tatăl său, Ludovic nu era un bun economist și numai buna relație cu împărăteasa Maria Tereza a Austriei și prin intervenția ei la Consiliul Imperial al Curții și-a putut păstra domeniul. Cu toate acestea, grija lui pentru țara sa este documentată prin înființarea unei case de textile în 1742 și a unui orfelinat de stat în 1746.

### Copii
Ludovic și Charlotte  au avut șase copii:
- Ludovic al IX-lea (1719–1790), Landgraf de Hesse-Darmstadt. S-a căsătorit în 1741 cu Prițesa Caroline de Zweibrücken  (1721–1774), au avut copii. În 1775 s-a căsătorit morganatic cu  Marie Adélaïde Cheirouze, numită contesă de Lemberg în 1775.
- Charlotte Wilhelmine Friederike (1720–1721)
- Georg Wilhelm (1722–1782). În 1748 s-a căsătorit cu Maria Louise Albertine de Leiningen-Falkenburg-Dagsburg  (1729–1818), au avut copii.
- Karoline Luise (1723–1783). În 1751 s-a căsătorit cu Karl Frederic, Mare Duce de Baden  (1728–1811), au avut copii.
- Auguste (1725–1742)
- Johann Friedrich Karl (1726–1746)